# De sorte brødre
De sorte brødre (tysk Die Schwarzen Brüder) blev først skrevet som roman i 1941 i Schweiz, af den tyske jødiske forfatter Kurt Held og hans kone Lisa Tetzner, i hvis navn den blev udgivet. Det er en sørgelig, glad og lærerig ungdomsroman og serie om hvor svært unge skorstensfejere havde det i det gamle Italien.
I 2003 blev den animeret på japansk. Romeo and the Black Brothers er den officielle titel på engelsk, men kendes oftest som Romeo's Blue Skies.
| Bog | Spire Denne artikel om bøger og tidsskrifter er en spire som bør udbygges. Du er velkommen til at hjælpe Wikipedia ved at udvide den. |